# Hydroplaattheorie
De hydroplaattheorie is een in 1980 door creationist Walt Brown gepubliceerde  poging het letterlijke scheppingsverhaal een wetenschappelijke onderbouwing te geven. Door de overgrote meerderheid van geologen en wetenschappers in het algemeen wordt het afgewezen als religieus geïnspireerde pseudowetenschap. 

## Globale strekking van de theorie
De hydroplaattheorie tracht op een wetenschappelijke manier een uitleg te geven voor zo'n 25 geologische kenmerken van de aarde, met als uitgangspunt de stelling dat die geologische kenmerken te verklaren zijn op basis van een ouderdom van de aarde van slechts enige duizenden jaren en een wereldwijde vloed - ook bekend als de zondvloed. Er wordt hierbij uitgegaan van een oorspronkelijke aarde met aaneengesloten continenten, veel minder water in de oceanen, en slechts lage bergen. De aarde zoals ze er vandaag uitziet zou door een catastrofale gebeurtenis in zeer korte tijd gevormd zijn. Het concept tracht niet bewijs te leveren voor de oorsprong van de aarde of het heelal, maar alleen aan te tonen dat de geologische kenmerken van de aarde geen 'oude' aarde noodzakelijk maken.
De hydroplaattheorie wil aantonen dat de aarde zo'n 6000 jaar oud is en dat de wetenschappelijke theorieën, die stellen dat de aarde veel ouder is, het mis hebben. Ook is de hydroplaattheorie een tegenhanger van de algemeen geaccepteerde Pangeatheorie. Walt Brown trekt in zijn boek In the Beginning: Compelling Evidence for Creation and the Flood een aantal algemeen geaccepteerde  wetenschappelijke feiten in twijfel: dateringsmethoden die onnauwkeurig zijn, de lichtsnelheid die afneemt, kometen en planetoïden die tijdens de zondvloed vanaf de aarde de ruimte in zijn geschoten.

## Scenario
Het scenario van de hydroplaattheorie is, in het kort, als volgt:
- De helft van de huidige hoeveelheid water in de oceanen bevond zich vroeger op 15 km onder het aardoppervlak: de continenten waren onderling dus nog verbonden over land.
- Door een toenemende druk van het onderaardse water scheurde de aardkorst open: de Mid-oceanische rug ontstond. Deze is in 1950 ontdekt, is 74.000 km lang, en omspant de hele aarde.
- Door deze enorme kracht van opschietend water werden delen aarde, rots en water buiten de atmosfeer geschoten, waaronder ook tegen de maan, alsof er een kanon op afgeschoten werd. We zien nu nog duidelijk de kraters op de kant van de maan die op dat moment naar de aarde gericht was.
- Door de kracht waarmee het water omhoog schoot, ontstond de huidige ashelling.
- De weggeschoten hoeveelheden water, aarde en brokken steen kwamen door de zwaartekracht van de andere planeten in een (vaste) baan in het zonnestelsel terecht.
- De enorme kracht van het water erodeerde de wanden, waardoor het ontsnappende water een modderige substantie werd (vloed-fase). Deze substantie zette zich af in gelijkmatige lagen, waarbij dieren en planten begraven werden.
- Tijdens de hierop volgende 'continentale verschuivingsfase' werd de scheur van de mid-oceanische rug steeds breder en werd de bodem naar boven geduwd, waardoor de 'rug' van de mid-oceanische rug ontstond.
- Tijdens de volgende 'herstelfase' werden door de druk op bepaalde plaatsen de continenten dikker en rezen op tot boven het water: het ontstaan van de bergketens.
- Bekkens op de nieuw ontstane bergketens stonden vol modderig water. Bij uitbraak van dit water erodeerden de canyons in zeer korte tijd - de Grand Canyon is hier een voorbeeld van.
- Op dit moment is er nog water onder de aardkorst te vinden.

| Geologisch verschijnsel                 | Conventionele verklaring                                                                                                 | Hydroplatenverklaring |  |
| --------------------------------------- | --- | --- |  |
| De Grand Canyon en andere kloven        | Erosie van de kloof en tektonische opheffing van het omliggende gebied, gedurende miljoenen jaren                        | Erosie over zeer korte tijd, door wegtrekkend slib |  |
| Mid-oceanische rug                      | Continentverschuiving door magmatische convectiestromen                                                                  | Onderaards water dat omhoog spoot |  |
| Continentale platen en hellingen        | Erosie en uitvlakking van geplooide aardkorst                                                                            | Opbreking van land door mid-oceanische rug en opspuitend water |  |
| Diepzee troggen                         | Continentverschuiving door magmatische convectiestromen                                                                  | Massa die door de mid-oceanische rug omhoog werd getrokken werd aan de andere kant naar beneden gezogen (troggen lopen parallel met de rug)                                                                                      |  |
| Zeevulkanen en guyots                   | Vloeibare binnenste van de aarde                                                                                         | Vulkanen die bij de herstelfase aan de oppervlakte waren, erodeerden door de golven, later steeg de zeespiegel door smeltende gletsjers en het zakken van de continenten                                                         |  |
| Aardbevingen                            | Frictie op breuklijnen, die instantaan opgeheven wordt                                                                   | Water onder continenten dat door drukverschil naar boven komt via spleten in de korst |  |
| Magnetische variaties op de oceaanbodem | Continentverschuiving en veranderlijk aardmagnetisme                                                                     | Verschillende momenten van afkoeling basalt |  |
| Onderzeese Canyons                      | Schommelingen in zeespiegelniveau; bij een relatief lage zeespiegel ontstaan insnijdingen in ouder gesteente of sediment | Snelstromend water in 'herstelfase' |  |
| Formaties van kolen en aardolie         | Geleidelijke ophoping van organisch materiaal onder anorganische condities                                               | Plotselinge ophoping van organisch materiaal door enorme afzettingen in vloedwater |  |
| Methaanhydraten                         | Verwering van organisch materiaal in de aardbodem                                                                        | Verwering van organisch materiaal in de aardbodem |  |
| Glacialen en gletsjers                  | Invloed van Milankovitch-parameters                                                                                      | Enorme bewolking in herstelfase en afgekoeld vloedwater dat zonlicht tegenhield en bevroren was op veel plekken. Behalve in de zomer sneeuw, door de regen smolten de gletsjers en kwam er een eind aan de respectieve 'ijstijd' |  |
| Bevroren mammoets                       | Individuele ongelukken                                                                                                   | Enorme hoeveelheden neerslag in de vorm van sneeuw en ijs die de dieren ineens bedekte |  |
| Grote bergketens                        | Continentverschuiving en botsing van continenten                                                                         | Continentverschuiving en botsing van continenten (warm gesteente) na van de rug afgegleden te zijn |  |
| Overschuivingen                         | Continentverschuiving en botsing van continenten                                                                         | Water als smeermiddel en stukken warm gesteente die met elkaar in botsing kwamen |  |
| Vulkanen en lava                        | Vloeibare buitenkern | 'Hotpockets' van gesmolten basalt dat relatief dicht onder de oppervlakte is ingesloten na continentale verschuivingen |  |
| Geothermische warmte                    | Verval van radioactief materiaal                                                                                         | 'Hotpockets' van gesmolten basalt relatief dicht onder de oppervlakte |  |
| Aardlagen en fossiellagen               | Geleidelijke sedimentatie over lange perioden                                                                            | Wegstromend slib van de vloed, plotseling opspuitend water dat dieren verdrukt en door de samenstelling snel fossiliseert |  |
| Kalksteen                               | Neerslag van kalkskeletjes van algen en zeedieren, bijvoorbeeld foraminiferen en coccolithoforen                         | Kalksteen op aarde is vrijwel anorganisch, het was aanwezig in de waterbekkens onder de continenten |  |
| Metamorfe gesteenten                    | Warmte-inwerking van magma op sedimentaire gesteenten en verhoogde drukken dieper in de aardkorst                        | Warmte-inwerking van magma en het snelstromende water plus bijbehorende druk op sedimentaire gesteenten |  |
| Plateaus                                | Schommelingen in de zeespiegel                                                                                           | Enorme opwaartse druk van botsende continenten in de vloedfase en daarna, waardoor de enorme hoeveelheden basalt omhoog kwamen                                                                                                   |  |
| Zoutkoepels                             | Geleidelijke bewegingen van mobiel zout door jongere aardlagen heen                                                      | Natte en zachte sedimenten die op het eveneens natte en zachte zout werden gestapeld door afzetting, gaven geen weerstand tegen het opstuwende zout na kleine of heftige trillingen in het aardoppervlak                         |  |
| Aaneensluiting van de continenten       | Continentverschuiving | Stuwing van de Mid-Atlantische Rug |  |
| Ashelling van de Aarde                  | Het zou een heel merkwaardig toeval zijn als de aarde geen ashelling had                                                 | Explosie van onderaards water die op één punt begon, duwde de aarde uit zijn as |  |
| Kometen                                 | Restanten van de vorming van het zonnestelsel                                                                            | Weggeschoten puin van de aarde |  |
| Planetoïden en meteorieten              | Restanten van de vorming van het zonnestelsel                                                                            | Weggeschoten puin en water van de aarde |  |

## Problemen
Er is een aantal problemen met het scenario van de hydroplaten: 
- Het gesteente waar de aardkorst uit bestaat drijft niet. Het water zou allang naar de oppervlakte zijn geduwd. Lang voor Noachs tijd, of zelfs Adams tijd.
- Zelfs een paar kilometer diep is de aarde kokend heet en dus zou het reservoir water oververhit zijn. Verdere hitte zou worden toegevoegd door water dat van buiten de atmosfeer zou vallen.
- Door het ontsnappende water zouden de zijkanten van de breuken eroderen, wat slecht gesorteerde basaltische afzettingen zou opleveren, vooral rond de breuken. Dit soort afzettingen zijn nooit gevonden.
- De samenstelling van op aarde gevonden meteorieten en van de kometen wijkt sterk af van de samenstelling van de aarde. Opvallend is vooral het hoge iridium-gehalte.

## Wetenschappelijke relevantie
De hydroplaattheorie wordt omarmd door sommige creationisten die hiermee een ander geluid willen geven tegenover de gangbare wetenschappelijke opvatting van een hoge leeftijd van de Aarde. De hydroplaattheorie is binnen de (geologische) wetenschappen niet aanvaard, onder andere omdat het niet strookt met de huidige opvattingen over de datering van afzettingen. Uit de algemeen aanvaarde wetenschappelijke theorie over het ontstaan van de aarde volgt een leeftijd van 4,6 miljard jaar.